# Statue du Capitaine James Cook (Londres)
Capitaine James Cook est une statue de bronze, réalisée par Thomas Brock en 1914. Elle est située à Londres, sur la partie sud de The Mall, proche de Admiralty Arch.